# Elegáns császárgalamb
Az elegáns császárgalamb (Ducula concinna) a madarak osztályának galambalakúak (Columbiformes) rendjébe és a galambfélék (Columbidae) családjába tartozó faj.
A magyar név forrással nincs megerősítve, lehet, hogy az angol név tükörfordítása (Elegant Imperial-pigeon).

## Előfordulása
Indonézia területén honos, kóborlásai során eljut Ausztráliába is.
A globális populációról nincsenek mért adatok, de helyi megfigyelések alapján a gyakori/nagyon gyakori kategóriába tartozik.

## Alfajai
- Ducula concinna aru
- Ducula concinna concinna